# Roxana Aramburú
Roxana Aramburú (La Plata, Argentina) es una dramaturga y actriz argentina que ha recibido varias distinciones y premios de instituciones nacionales y extranjeras por sus textos teatrales y relatos cortos.

## Biografía y educación
Estudió la licenciatura en Biología y el doctorado en Ciencias Naturales por la Universidad Nacional de La Plata. Obtuvo sus primeros reconocimientos en el teatro a través con la obra La (primera) cena ( Mención Especial en el III Concurso Nacional de Obras de Teatro de Humor) y por   El viento sopla todavía(Mención especial en el II Concurso de obras de teatro, Teatro El Búho, Buenos Aires).

## Trayectoria
Sus obras de teatro están relacionadas con el interés de mostrar la historia argentina, especial platense, desde diversas perspectivas, ya sea a través del humor o de la crítica. Empezó a reconocerse dentro del ámbito literario a través de sus diversas coautorías y participaciones en el teatro. A través de su obra Caldarium obtuvo el Primer premio en el Certamen internacional literario Aenigma, Telde de las Islas Canarias y también con su obra Corpus obtuvo un segundo lugar en el concurso del Instituto Cultural de la provincia de Buenos Aires.
Incursionó en el teatro infantil con Últimamente vencidos a través del I Concurso de Dramaturgia y Derechos Humanos de Municipalidad de La Plata donde también recibió el Primer lugar y con Un mister en Patagonia en el 11º Concurso Nacional de Dramaturgia de Teatro Infantil del Instituto Nacional de Teatro (INT) en donde obtuvo una mención.
En el 2007 fue seleccionada para el ciclo El Teatro y la Historia 1810-1853 con La espada y la cabeza, obra sobre Juan Galo Lavalle y El Teatro y la Historia 1853-1916 con La ola roja, sobre la Ley de Residencia (2011). Conjuntamente con Nelson Mallach lleva a cabo el proyecto Arquitectura y Teatro, cuya primera manifestación fue la escritura y puesta en escena de El Espacio Indecible, realizada en Casa Curutchet, obra del arquitecto suizo Le Corbusier sita en la ciudad de La Plata (2013 y 2015). En este espectáculo, escribió y dirigió El poema del ángulo recto. En 2014 fue convocada para formar parte del ciclo Autoras Argentinas en el Teatro Nacional Cervantes y formó parte del ciclo de obras premiadas Nuestro Teatro, en conmemoración al Movimiento Teatro Abierto, en el Teatro Picadero (2014 y 2015). Obtuvo el premio de Ministerio de Cultura de la Nación en el concurso Nuestro Teatro, por Si vas a llorar, que sea de noche (2014) y por Mares de piedra (2015). El rumbo (Comedia de un naufragio) en 2014 fue premiada en el I Concurso de Dramaturgia del Consejo Provincial de Teatro Independiente. En 2015, su texto El polvorín obtuvo menciones en el Concurso de Monólogos y Guiones Teatrales (Colegio de Escribanos de la Provincia de Buenos Aires) y en el Concurso de dramaturgia para autores de la provincia de Buenos Aires (Secretaría del Complejo Provincial de las artes Escénicas de la Provincia de Buenos Aires y Argentores).
Participó en varias ediciones de Teatro por la Identidad en La Plata, Buenos Aires y Mar del Plata, fue seleccionada para el espectáculo Idénticos con tres micromonólogos: Sardá y La casa del almirante (2017) y Cristo Vence (2018). En 2017, una traducción al francés de Sardá (Trad. María Laura Stirnemann) se presentó en la conmemoración de los 40 años de Abuelas de Plaza de Mayo, organizado por HIJOS-Paris. En 2018 fue seleccionada y participó como dramaturga de la WPIC (Women Playwrights International Conference) en Chile.
Organizó en cogestión con el Grupo El Faldón los ciclos de teatro leído, acompañados de muestras gráficas, fotográficas, libros, cine y charlas de especialistas Anarquistas: la fuerza de la Idea (2009), El otro desierto. De la Campaña a la actualidad de los pueblos originarios (2010), Lejana tierra mía (2011), Eva (2012) y Primavera del ´83//30 años de democracia (2013).
La editorial de la Universidad Nacional de La Plata (EDULP) publicó Despojos. Teatro, Identidad y Memoria, un volumen con cuatro de sus textos teatrales vinculados a exhibición humana en museos y restitución a sus comunidades y al trabajo del Equipo Argentino de Antropología Forense. El libro fue presentado en La Plata y Tandil (Argentina), en Paris (Francia) y en Roma (Italia). Muchos de sus textos se encuentran publicados en Antologías diversas (INT, Argentores, Ed. Malisia, Ed. Monstra, La Comuna entre otras).
En narrativa, recibió distinciones en el Concurso de Cuento del Centro Médico Mar de Plata por El león (2006) y accésit en III Premio de relato corto "Las redes de la memoria” (Globalkultura, Euzkadi), por Santurtzi (2010).

## Principales Obras
- El poema del ángulo recto (forma parte del espectáculo El espacio indecible) (Dramaturga, Directora)
- Mares de piedra (Autora)
- La mujer del Anarquista (CO-Autora, con Patricia Suárez)
- DAMIANA una niña aché (CO-Autora, con Patricia Suárez)
- CORPUS (Dramaturga)
- La huelga de las escobas (CO-Autora, con Patricia Suárez y Mónica Ogando)
- El ajuar (Autora)
- Barrio de ratas (Autora, directora)
- Regina Celis (Autora, Directora)
- Alle Donne (Autora)
- Puntos suspensivos (Autora, Directora)
- Últimamente vencidos (Autora, Directora)
- La (primera) cena (Autora)
- Tierra adentro (Autora)
- Noviembre es la promesa (Autora)
- Septiembre (Autora)
- La espada y la cabeza (Autora)
- Un mister en Patagonia (Autora)
- La ola roja (Autora)
- El rumbo (comedia de un naufragio) (Autora)
- Pena de fuego/Mujeres en la cárcel del Cabildo de Córdoba (Autora)
- El polvorín (Autora)
- Viñetas (Autora)
- Georgias (Autora)
- Cristo Vence. (Autora)
- El manifiesto (Radioteatro) (Autora)
- Un míster en Patagonia (Autora)
- Cabaré político (coautoría con Manuel Vignau)
- Leitmotiv (Autora)

### Damiana, una niña aché
Escrito en coautoría con Patricia Suárez “Damiana, una niña aché” es una obra premiada en 2012 por el Ministerio de Desarrollo Social de Argentina en conjunto con Argentores, en el marco del certamen “Aplausos por la inclusión”. Se estrenó por el Grupo Teatro COYUYO. La historia relata la vida de Damiana, una niña aché de la selva paraguaya, capturada por colonos blancos en el año 1896 que fue entregada a científicos argentinos perteneciente al Museo de Ciencias Naturales de La Plata para su crianza y estudio, invitando a reflexionar sobre la historia de este país.

### La huelga de las escobas
La huelga de las escobas (Lo sciopero delle scope) a en coautoría con P. Suárez y M. Ogando, fue seleccionada para ser puesta en escena en el Teatro Stabile de Génova, en el ciclo Rassegna di drammaturgia contemporánea 2012, dirigida por Mario Jorio, y su texto traducido al italiano por Ernesto Franco (Edictrice Einaudi).

### El espacio indecible
Fue dirigida en conjunto con Nelson Mallach, esta obra representa, mediante un recorrido por la Casa, el contexto histórico que atravesó la vida de Le Corbusier.